# فراس دحبور
فراس محمد مصلح دحبور (مواليد 12 يونيو 1997) هو لاعب كرة قدم قطري من أصول سورية يلعب كظهير أيسر.

## مسيرة اللاعب
لعب في النادي العربي ونادي الوكرة.